# Gregory Abbott
Gregory Abbott (New York, 2 aprile 1954) è un cantante statunitense.
È conosciuto in particolar modo per il suo singolo del 1986 Shake You Down, inserito nell'omonimo album d'esordio.

## Discografia
- 1986 – Shake You Down
- 1988 – I'll Prove It to You
- 1996 – One World!
- 1998 – Super Hits
- 2002 – Eyes, Whispers, Rhythm, Sex...
- 2005 – Dancing the Inner Realm...
- 2006 – Rhyme and Reason